# John Valentine Carruthers
John Valentine Carruthers est un musicien anglais né en 1958, connu pour avoir été le guitariste de Siouxsie and the Banshees de mai 1984 à février 1987.
Il commence sa carrière en tant que guitariste du groupe Clock DVA, une formation signée chez le label Polydor.
En mai 1984, il est contacté par le groupe Siouxsie and the Banshees pour devenir leur guitariste à quelques jours d'une tournée britannique.
Il accepte et devient rapidement membre à part entière du groupe. En mai 1985, il part avec le groupe à Berlin pour enregistrer les premières chansons d'un nouvel album Tinderbox. Celui-ci sort en 1986. Il enregistre ensuite avec eux l'album de reprises Through The Looking Glass mais quitte le groupe juste après.
Il collabore par la suite un temps avec le batteur du groupe Killing Joke, Paul Ferguson.